# Гіркий корінь Порція
Гіркий корінь Порція, сосюрея Порца, соссюрея Порціуса (Saussurea porcii) — вид квіткових рослин з родини айстрових (Asteraceae).

## Біоморфологічна характеристика
Це багаторічна рослина 30—80 см. Стебло просте, пряме, крилате, голе чи слабо запушене. Усі листки сидячі, що збігають по стеблі в досить широке крило, нижні й середні листки ланцетні чи еліптично-ланцетні, верхні вузько-ланцетні гострі, зі споду павутинисто запушені. Суцвіття щиткоподібне. Квітки лілові. Пиляки сині. Період цвітіння: липень — вересень.

## Поширення
Вид росте в Європі: Румунія, Україна.
В Україні росте на гірських болотах — у Карпатах, дуже рідко (Івано-Франківська обл., Косівський р-н, у верхів'ях р. Черемоша). У ЧКУ має статус «рідкісний».